# Мізуліна Катерина Михайлівна
Катерина Михайлівна Мізуліна (народилася 1 вересня 1984, Ярославль, РРФСР, СРСР) — російська громадська діячка, виконавча директорка Національного центру допомоги дітям (2017—2020), член Громадської палати РФ з 2020 року, голова Ліги безпечного інтернету. Дочка сенатора Олени Борисівни Мізуліної.

## Життєпис
Катерина Мізуліна народилася 1984 року в Ярославлі.
У 2010 році вона закінчила МДУ. Ще до цього почала працювати перекладачем з китайської мови у складі офіційних російських делегацій у Китаї.
З 2015 року працювала у сфері благодійності (зокрема, у Фонді Святителя Василія Великого).
У 2017 році призначена директоркою Асоціації учасників ринку інтернет-індустрії «Ліга безпечного інтернету», у 2018 — виконавчою директоркою Асоціації організації та громадян з надання допомоги зниклим та постраждалим дітям «Національний моніторинговий центр допомоги зниклим та постраждалим дітям». Координує програму навчання волонтерів, які беруть участь у пошуку зниклих дітей. За участю Мізуліної розвивається програма Центру з надання допомоги тяжкохворим дітям «Область здоров'я».
У 2019 році стала співавторкою навчального посібника для дітей та підлітків «Безпечний інтернет».
У своїй діяльності Мізуліна виступає за цензуру в інтернеті, за штрафи та інші санкції на адресу ЗМІ та соціальних мереж, що не виконують російське законодавство. Її ініціативи на цю тему регулярно опиняються у центрі уваги ЗМІ. За оцінками журналістів, Катерина Мізуліна не поступається своєї матері за популярністю.

## Особисте життя
Мати — Мізуліна Олена Борисівна
Батько — Мізулін Михайло.
За повідомленнями ЗМІ, Катерина Мізуліна з початку 2024 р. є новою коханкою російського диктатора Путіна.

## Висловлювання
У своєму виступі 26 травня 2022 року в МІА «Росія Сьогодні» назвала громадян Росії, які виїхали, не згодних з вторгненням Росії в Україну, «півнями, що кукурікають», а їхній від'їзд з країни — очищенням від небажаних громадян. Чергові погрози прозвучали щодо Гугла і Вікіпедії: «Спочатку зачистимо Україну від нацистів і бандерівців, а тоді дійдемо до Гугла і Вікіпедії» — заявила Мізуліна.